# Unterseeboot 5 (1910)
Pour les autres navires du même nom, voir Unterseeboot 5.
Le sous-marin allemand Unterseeboot 5 (Seiner Majestät Unterseeboot 5 ou SM U-5), navire de tête de type U 5 a été construit par la Germaniawerft de Kiel, et lancé le 8 janvier 1910 pour une mise en service le 2 juillet 1910. Il a servi pendant la Première Guerre mondiale sous pavillon de la Kaiserliche Marine.

## Histoire
Il a servi pendant la Première Guerre mondiale sous le commandement du Kapitänleutnant Johannes Lemmer, sans qu'aucun naufrage de navire ennemi n'ait été enregistré lors de deux patrouilles. Il a été perdu dans un accident au large des côtes belges au Nord de Zeebruges le 18 décembre 1914, et a coulé sans aucun survivant - les 29 membres de son équipage ont tous perdu la vie, à la position géographique approximative de 51° 23′ N, 3° 11′ E.
Le sous-marin a ensuite été renfloué et mis à la ferraille.

## Commandement
- Kapitänleutnant (Kptlt.) Johannes Lemmer du 1er août 1914 au 18 décembre 1914

## Flottille
- Flottille I du 1er août 1914 au 18 décembre 1914

## Patrouilles
Le SM U-5 a effectué 2 patrouilles de guerre.

## Palmarès
Le SM U-5 n'a pas de palmarès enregistré.

### Source
- (en) Cet article est partiellement ou en totalité issu de l’article de Wikipédia en anglais intitulé « SM U-5 (Germany) » (voir la liste des auteurs).